# Кажимежки окръг
Кажимежки окръг (на полски: Powiat kazimierski) е окръг в Югоизточна Полша, Швентокшиско войводство. Заема площ от 422,18 км2. Административен център е град Кажимежа Велка.

## География
Окръгът се намира в историческия регион Малополша. Разположен е в южната част на войводството.

## Население
Населението на окръга възлиза на 35 540 души (2012 г.). Гъстотата е 84 души/км2.

## Административно деление
Административно окръгът е разделен на 5 общини.
Градско-селски общини:
- Община Кажимежа Велка
- Община Скалбмеж

Селски общини:
- Община Бейсце
- Община Чарночин
- Община Опатовец

## Фотогалерия
- Кажимежа Велка
- Скалбмеж